# سوآل میدوز (کالیفرنیا)
سوآل میدوز (به انگلیسی: Swall Meadows) یک منطقهٔ مسکونی در ایالات متحده آمریکا است که در شهرستان مونو، کالیفرنیا واقع شده‌است. سوآل میدوز ۱۱٫۵۵۶ کیلومتر مربع مساحت و ۲۲۰ نفر جمعیت دارد و ۱٬۹۹۹ متر بالاتر از سطح دریا واقع شده‌است.